# Druk-Yul-Park
Druk-Yul-Park – niewielki park znajdujący się w dzielnicy Liesing, w południowej części Wiednia, w Austrii.  Oddany do użytku w 2007 roku, z okazji 100. rocznicy proklamacji Królestwa Bhutanu.

## Lokalizacja
Park znajduje się u zbiegu Speisinger Straße, Wittgensteinstraße i Rosenhügelstraße w Mauer, w dzielnicy Liesing, w południowej części Wiednia. Ma kształt trójkąta i zajmuje powierzchnię około 3000 m².

## Historia
W 2007 roku postanowiono uczcić bliskie relacje Austrii z Bhutanem, który pozostawał jednym z państw, z którymi ściśle współpracowała Austriacka Agencja Rozwoju (ADA). W tym samym roku położony w Himalajach kraj obchodził 100. rocznicę proklamowania królestwa i wyboru pierwszego króla. Park został oficjalnie otwarty 14 września 2007 roku przy udziale ambasadorów Bhutanu, Indii oraz Chin. Nazwa parku odnosi się do nazwy kraju w języku dzongkha, oznaczającej ‘kraj grzmiącego smoka’.
W 2010 roku z inicjatywy Austriacko-Bhutańskiego Towarzystwa Współpracy, Przyjaźni i Kultury na terenie parku wzniesiono czorten, bhutański rodzaj stupy, natomiast w 2012 roku uczniowie HTL Mödling zbudowali na terenie parku Mani-Mauer – niewielki murek z symbolami pomyślności buddyzmu tybetańskiego. W jego odsłonięciu brali udział również przedstawiciele towarzystw współpracy z Indiami, Japonią, Kambodżą, Mongolią, Mjanmą, Nepalem, Sri Lanką i Tajlandią.

## Galeria

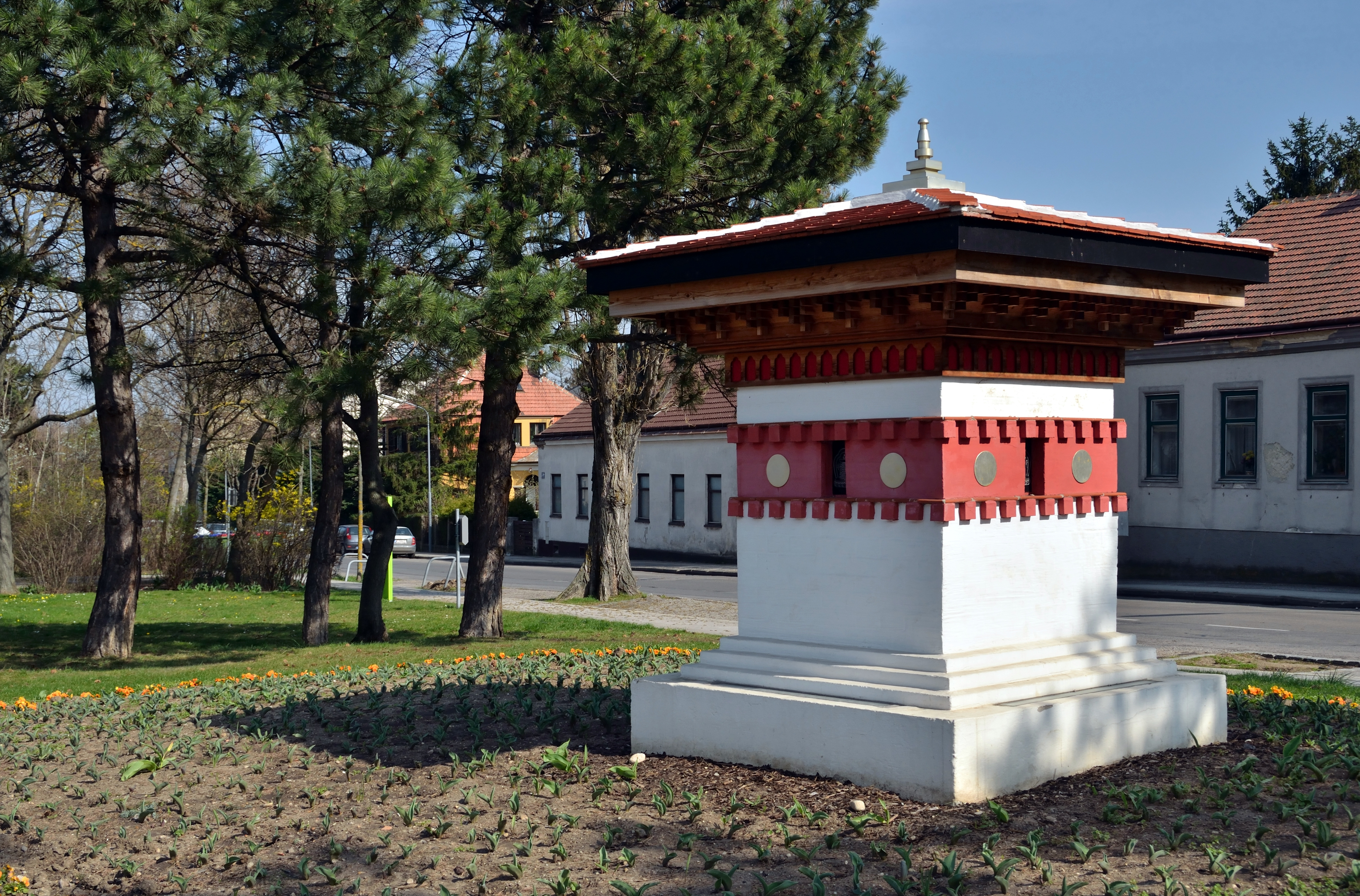
Czorten na terenie parku (2014)
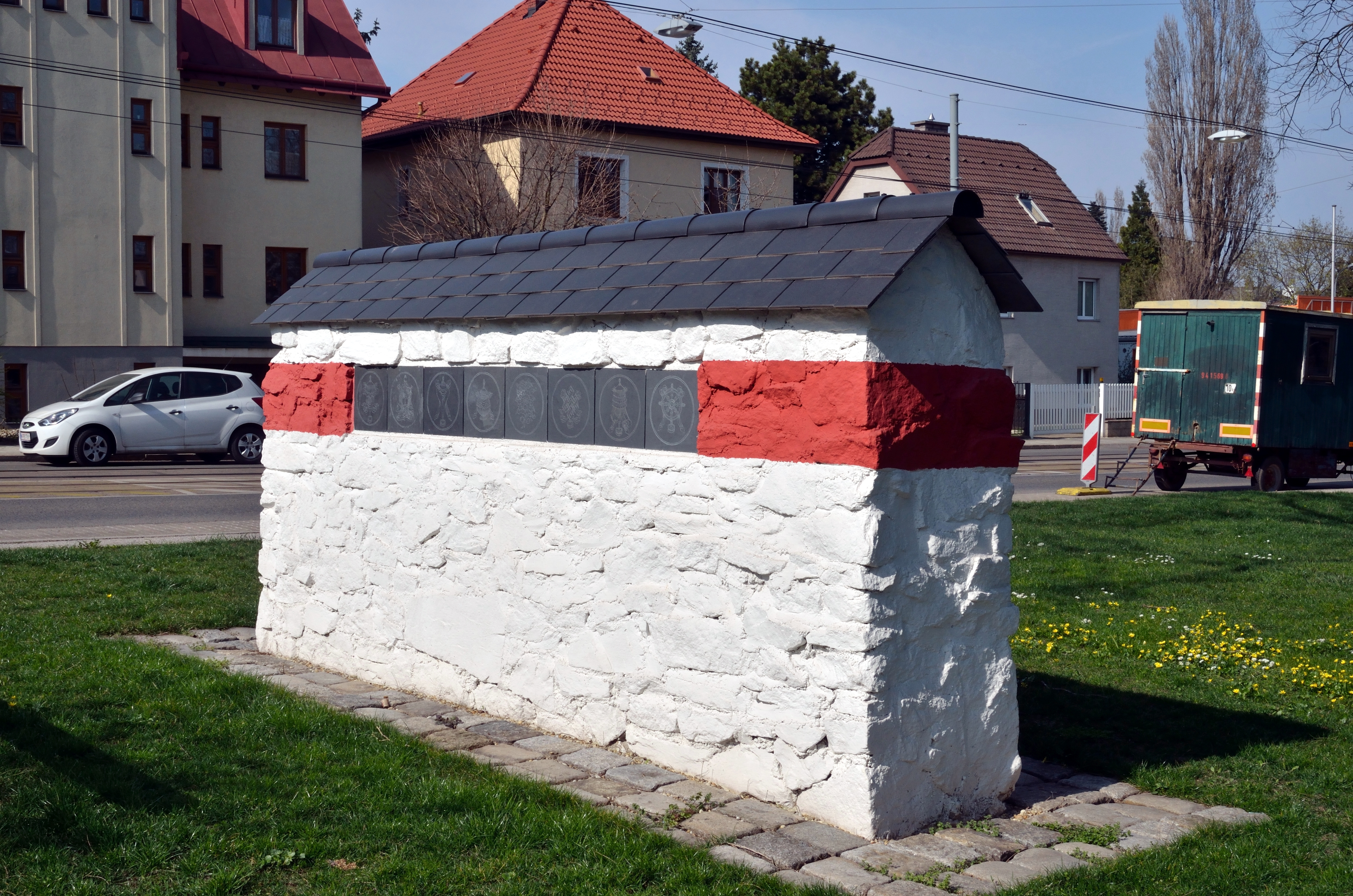
Mani-Mauer (2014)
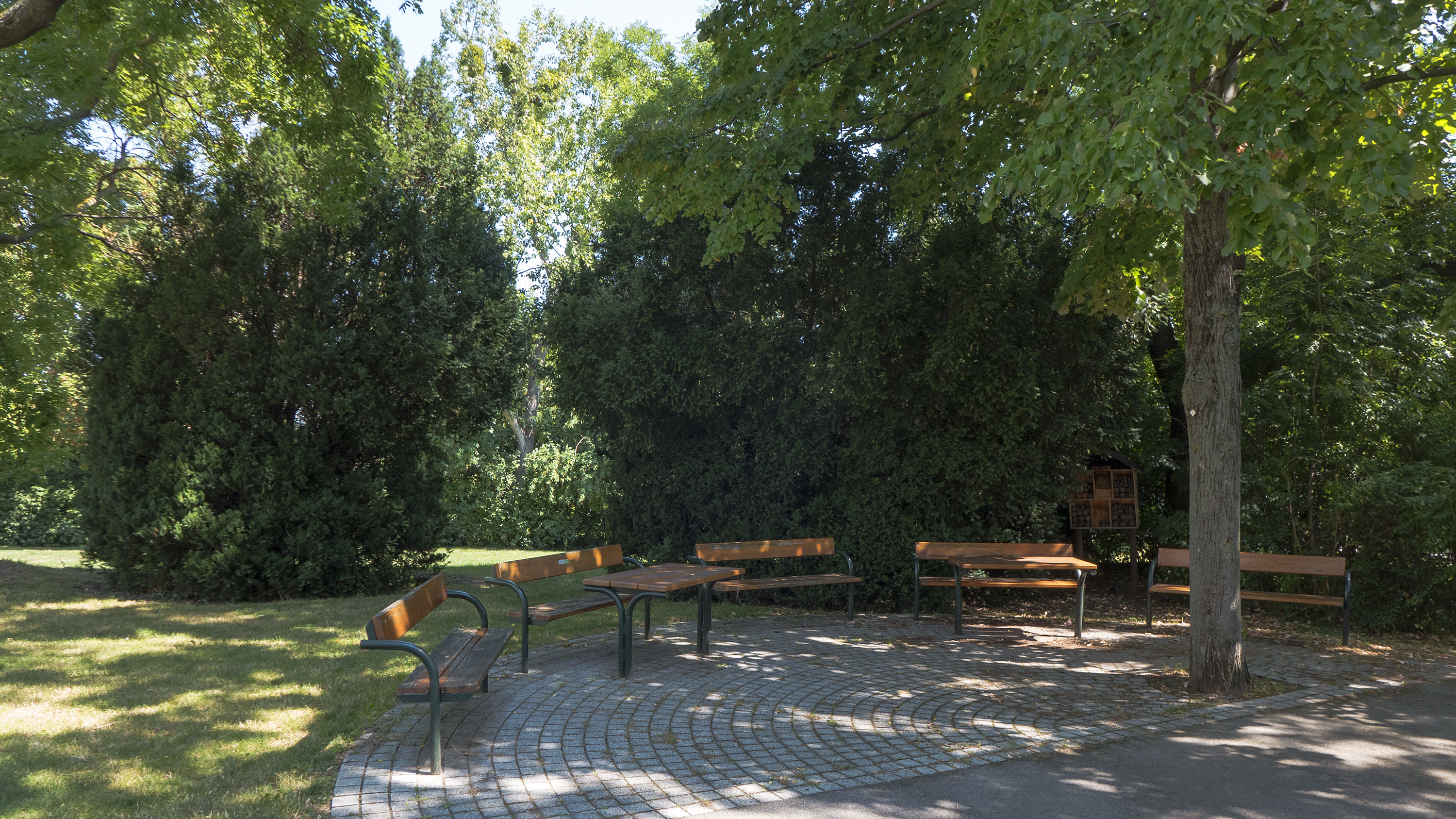
Ławeczki w parku (2016)
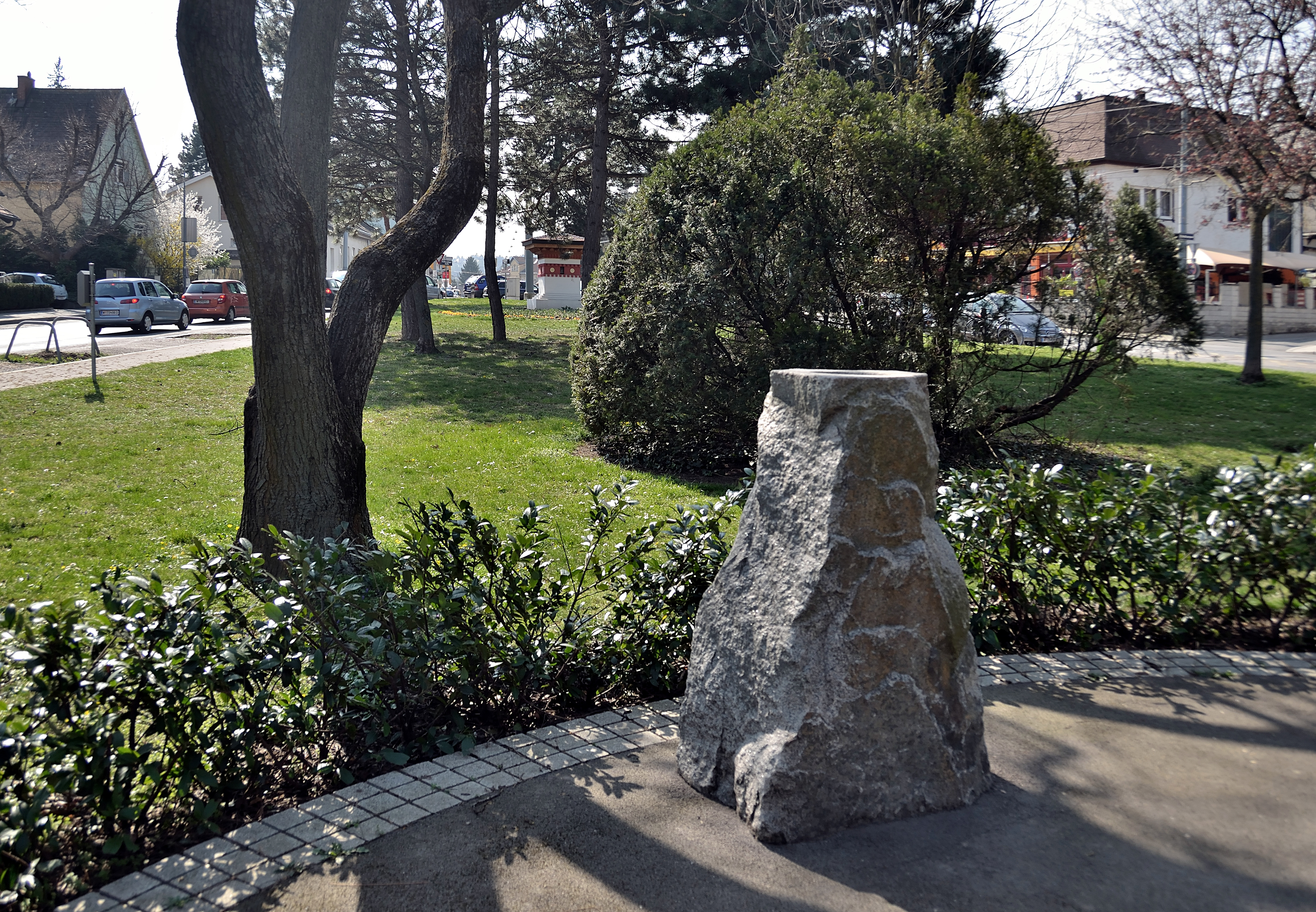
Poidełko dla ptaków (2014)
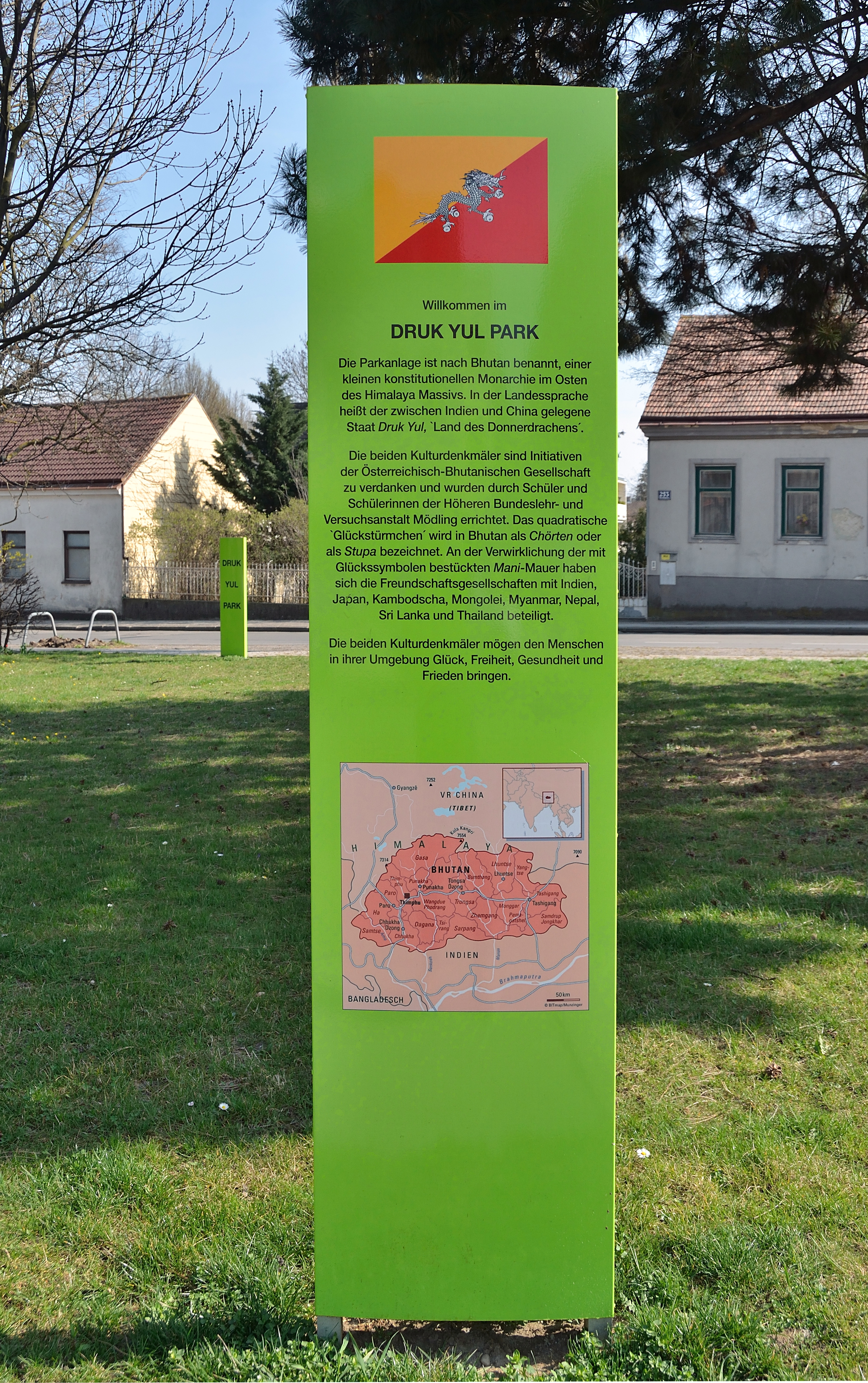
Tablica informacyjna (2014)